# Kadri Simson

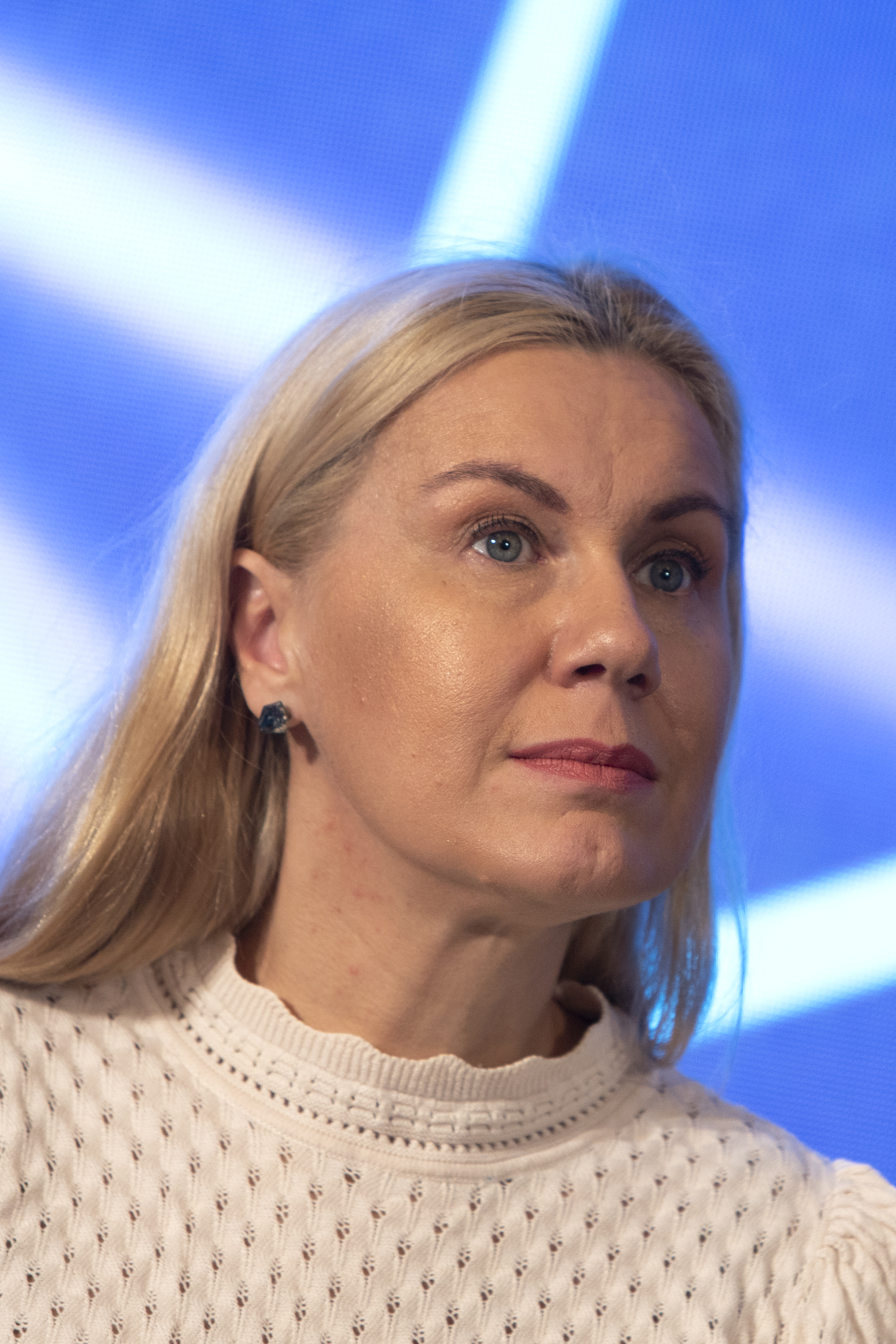
Kadri Simson (2023)

Kadri Simson, geb. Kadri Must (* 22. Januar 1977 in Tartu) ist eine estnische Politikerin. Sie gehörte der Estnischen Zentrumspartei (Eesti Keskerakond) an. Von 2009 bis 2016 war sie Fraktionsvorsitzende der Partei im estnischen Parlament (Riigikogu). Vom 23. November 2016 bis zum 29. April 2019 war sie Ministerin für Wirtschaft und Infrastruktur. Sie war vom 1. Dezember 2019 bis zum 30. November 2024 estnische EU-Kommissarin für Energie in der Kommission von der Leyen I.

## Leben
Kadri Simson wurde als älteste Tochter des estnischen Historikers und Politikers Aadu Must (1951–2023) und seiner Ehefrau Ülle geboren. 1995 machte sie ihr Abitur im südestnischen Tartu. Im Jahr 2000 schloss Simson ihr Geschichtsstudium an der Universität Tartu ab. 2003 machte sie ihren Masterabschluss im Fach Politologie am University College London.

### Politische Tätigkeit
1995 trat Kadri Simson in die Estnische Zentrumspartei ein. Von 2003 bis 2007 war sie Generalsekretärin der Partei. Seit 2007 bekleidet sie das Amt der stellvertretenden Vorsitzenden der Zentrumspartei. Bei der Parlamentswahl 2007 wurde sie erstmals als Abgeordnete in den Riigikogu gewählt. Ab 2009 war sie Fraktionsvorsitzende ihrer Partei.
Im Jahr 2015 kandidierte Simson in einer Kampfabstimmung um den Parteivorsitz gegen den langjährigen Vorsitzenden Edgar Savisaar. Sie verlor zwar die Wahl, konnte sich damit aber als parteiinterne Reformerin profilieren. Nach dem im November 2016 doch erfolgten Wechsel an der Parteispitze und dem Regierungseintritt ihrer Partei wurde sie Ministerin für Wirtschaft und Infrastruktur im Kabinett Ratas I.
Simson war vom 1. Dezember 2019 bis zum 30. November 2024 estnische EU-Kommissarin für Energie in der Kommission von der Leyen I. Im Dezember 2024 gab sie bekannt, die Zentrumspartei zu verlassen, da sie deren inhaltlichen Neuausrichtung nicht mittragen wolle.

### Privates
Kadri Simson war von 2008 bis 2015 mit dem Journalisten Priit Simson (* 1977) verheiratet.